# Pisaura orientalis
Pisaura orientalis är en spindelart som beskrevs av Kulczynski 1913. Pisaura orientalis ingår i släktet Pisaura och familjen vårdnätsspindlar. Inga underarter finns listade i Catalogue of Life.